# Leinpfadbrücke

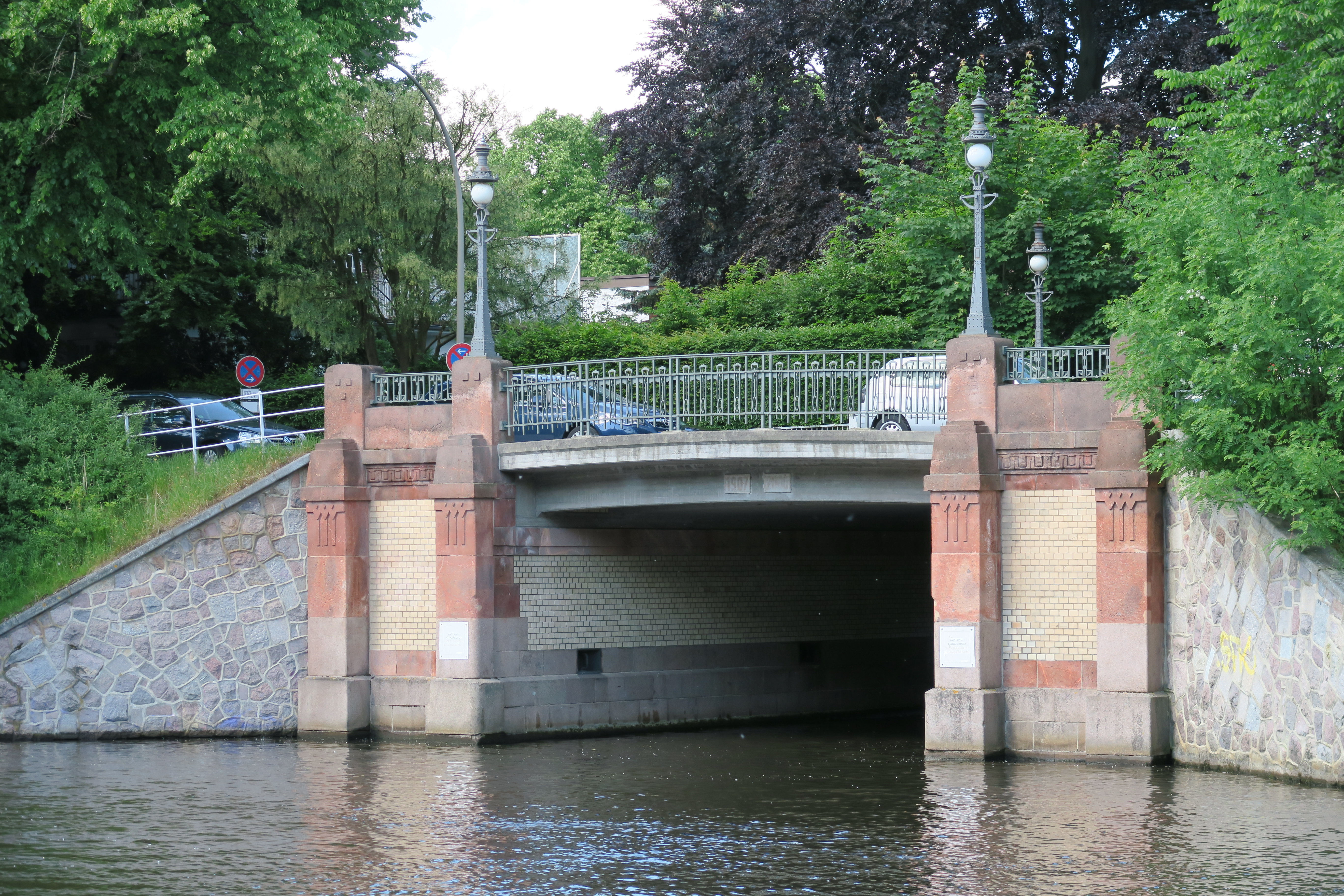
Leinpfadbrücke, Ansicht von der Alsterseite

Die Leinpfadbrücke ist eine Straßenbrücke im Hamburger Stadtteil Winterhude. Mit ihr überquert die gleichnamige Straße den Beginn des auf etwa sechseinhalb Meter Breite verengten Leinpfadkanals. Die Balkenbrücke wurde um 1907 errichtet und im Jahr 2000 neu gebaut.
Die Leinpfadbrücke ist ein Kulturdenkmal mit der Nummer 21313 als Teil des Ensembles „Alster, Ostuferbefestigung zwischen Winterhuder Brücke und Einmündung Mövenstraße in Leinpfad (Höhe Leinpfad 12) mit Leinpfadbrücke und Goernebrücke“ in der Denkmalliste der Hamburger Behörde für Kultur und Medien.